# Rusłan Rapawa
Rusłan Hermanowycz Rapawa, ukr. Руслан Германович Рапава (ur. 18 marca 1977) – ukraiński piłkarz i trener piłkarski.

## Kariera piłkarska
W latach 1993–1994 występował w zespole amatorskim Olimpik Kijów.

## Kariera trenerska
Karierę szkoleniowca rozpoczął po zakończeniu kariery piłkarza. Od kwietnia do czerwca 2008 pełnił obowiązki głównego trenera w klubie Nywa-Switanok Winnica.